# Lothar Brieger

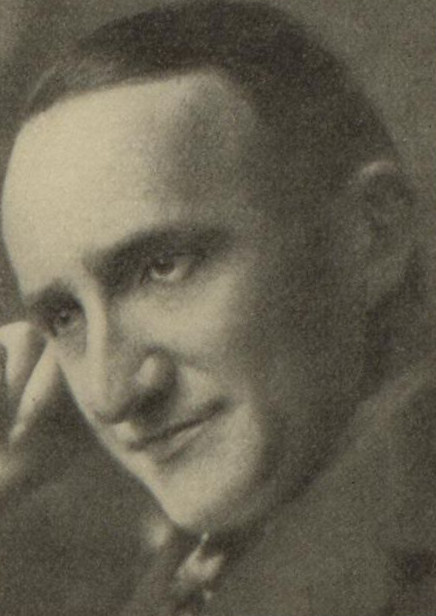
Lothar Brieger

Lothar Brieger-Wasservogel (geboren 6. September 1879 in Zwickau; gestorben 17. März 1949 in West-Berlin) war ein deutscher Journalist und Kunsthistoriker.

## Leben
Lothar Brieger-Wasservogel war der Sohn des Optikers Julius Brieger und der Johanna geb. Schönefeld (später verehelichte Wasservogel). Die Familie war jüdischer Konfession. In seiner Kindheit zog die Familie nach Berlin.
Brieger war ein Anhänger Theodor Herzls und schrieb 1902 den zionistischen Roman René Richter, in dem der Protagonist das Pogrom von Kischinew im Jahr 1903 in unverstellter Härte schildert. 1914 heiratete er in Berlin-Lankwitz die Protestantin Martha Beger (1885–1945). Die Ehe wurde 1928 geschieden. Seit 1914 war er als Kunstkritiker für die B.Z. am Mittag und die Vossische Zeitung tätig. Er schrieb Standardwerke zur klassischen und modernen Kunst und arbeitete für den Ullstein-Verlag, auch als Journalist und Autor von witzigen Aphorismen zu Themen wie "Liebe", "Familie", "Mode" und Ehe".
Nach der Machtübergabe an die Nationalsozialisten 1933 lebte er zunächst einige Zeit in Italien, u. a. bei seiner ehemaligen Geliebten Dora Sophie Kellner, der Ex-Frau von Walter Benjamin, in Sanremo, ging dann wieder zurück nach Berlin und emigrierte 1939 nach Shanghai. Im Shanghaier Ghetto soll er einen Antiquitätenhandel betrieben haben. Er schrieb für die „Gelbe Post“ und für englischsprachige Zeitungen. Nach dem Kriegsende in Asien emigrierte er erneut nach Italien und kam von dort zurück nach Berlin. Er lebte zuletzt in der Jenaer Straße 9 im Bezirk Wilmersdorf und starb im dortigen St. Gertrauden-Krankenhaus an einem Schlaganfall.
Seine letzte Ruhestätte befindet sich auf dem Jüdischen Friedhof Berlin-Weißensee.

## Schriften (Auswahl)

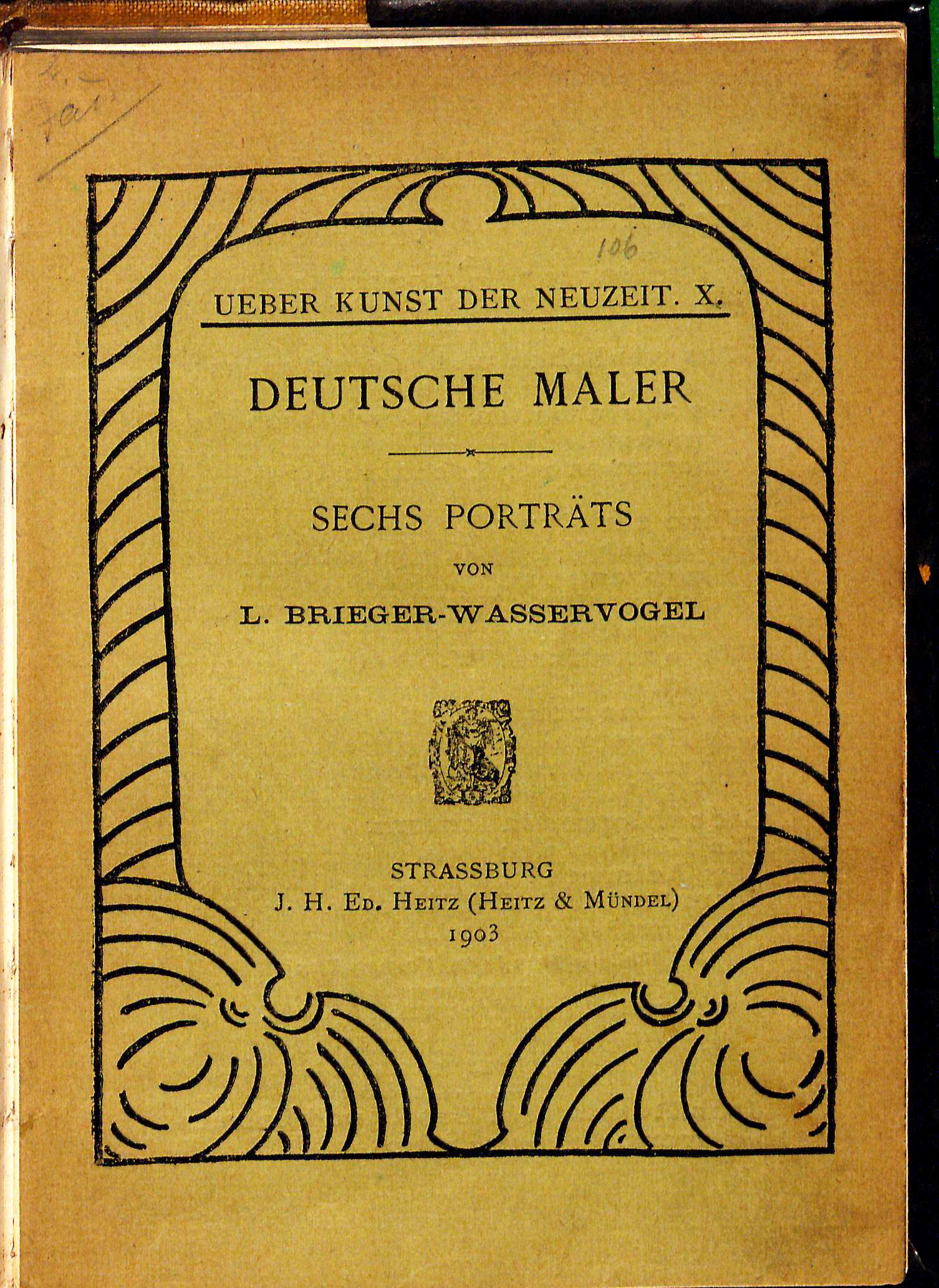
Deutsche Maler (1903)

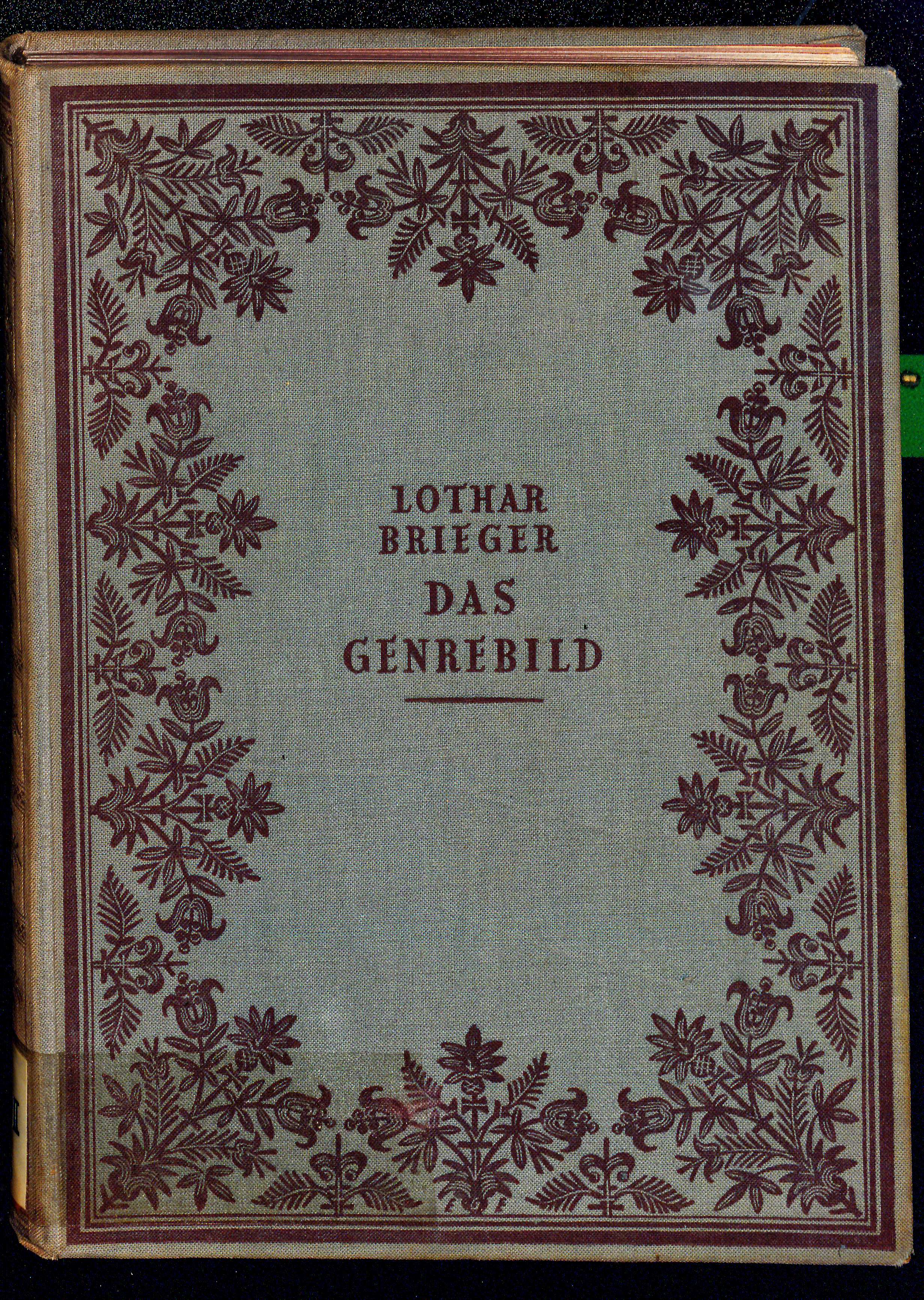
Das Genrebild (1922)

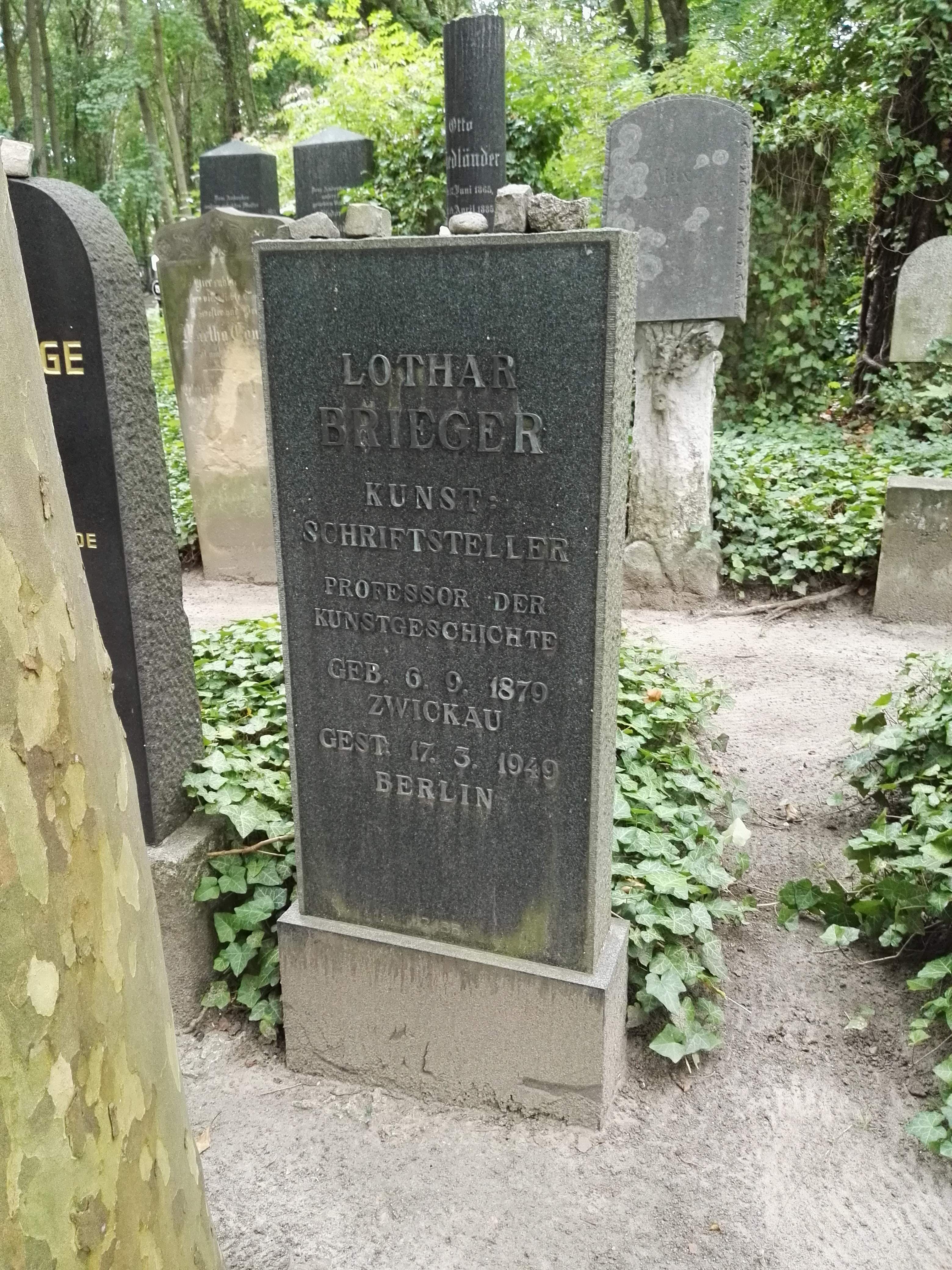
Grabstein auf dem Jüdischen Friedhof Berlin-Weißensee

bis 1914 als Lothar Brieger-Wasservogel
- Die grossen Kunstsammler. Grote, Berlin 1931.
- Das Frauengesicht der Gegenwart. F. Enke, Stuttgart 1930.
- Die Malerin der Marie Antoinette : Ein Roman aus dem sterbenden Rokoko. [Kunst Kammer] M. Wasservogel, Berlin [1927].
- Die romantische Malerei : Eine Einführung in ihr Wesen und ihre Werke. Deutsche Buchgemeinschaft, Berlin [1926].
- Ein Jahrhundert Deutscher Erstausgaben. Die wichtigsten Erst- und Originalausgaben von etwa 1750 bis etwa 1880. Bearbeitung der Schweizer Autoren von Hans Bloesch. Julius Hoffmann Verlag, Stuttgart 1925. Nachdruck 1988.
- Das goldene Zeitalter der französischen Illustration. B. Harz, Berlin [1924].
- Das Aquarell : Seine Geschichte und seine Meister. Verlag f. Kunstwissenschaft, Berlin [1923].
- Das Genrebild : Die Entwicklung der bürgerlichen Malerei. Delphin-Verlag, München 1922.
- E. M. Lilien. Eine künstlerische Entwicklung um die Jahrhundertwende. B. Harz, Berlin 1922.
- Aus stillen Städten der Mark Brandenburg : 142 Abb. nach Naturaufnahmen mit einleitendem Text. Verlag für Kunstwissenschaft, Berlin [1921].
- Das Pastell : Seine Geschichte und seine Meister. Verlag für Kunstwissenschaft, Berlin [1921].
- Die Miniatur. Holbein-Verlag, München [1921].
- Die Silhouette. Holbein-Verlag, München 1921.
- Hans Meid. Neue Kunsthandlung, Berlin 1921.
- Lesser Ury. Neue Kunsthandlung, Berlin 1921.
- Theodor Hosemann : Ein Altmeister Berliner Malerei. Mit einem Katalog der graphischen Werke des Künstlers von Karl Hobrecker. Delphin-Verlag, München 1920.
- Theodor Hosemann : Der Maler des Berliner Volkes. Mit 40 Bildern. Delphin-Verlag, München 1920.
- Der Weg zum Ich : Ein Buch der Selbsterziehung. Iso-Verlag, Eisleben 1919.
- Die Neugeburt des religiösen Gefühls : Auch eine Zeitbetrachtung. Iso-Verlag, Eisleben 1919.
- Ludwig Meidner : Mit einer Selbstbiografie des Künstlers. Klinkhardt & Biermann, Leipzig 1919.
- Das Kunstsammeln : Eine kurze Einführung in seine Theorie und Praxis. Gewidmet Nobert Falk. Delphin-Verlag, München 1917.
- Altmeister deutscher Malerei. Verlag für Kunstwissenschaft, Berlin 1913.
- Liebesspieler : Über Weltanschauung und Kriegskunst der Frauenlieblinge. Basch, Berlin-Wilmersdorf [1913].
- Verkehr mit Frauen. Lammers, München [1911].
- Hellas : ein Ausschnitt griechischer Gedankenwelt. Stuttgart 1909.
- Menschen die anders sind. Novellen. Hillger, Berlin [1908].
- René Richter. Die Entwicklung eines modernen Juden. Roman in drei Büchern in einem Band. R. Schröder, Berlin 1906.
  - Auszug in: Joachim Schlör (Hrsg.): Wenn ich dein vergesse, Jerusalem : Bilder jüdischen Stadtlebens. Reclam, Leipzig 1995, ISBN 3-379-01534-2, S. 87–93.
- Plato und Aristoteles. Gewidmet Bruno von Herber-Rohow. Leipzig 1905.
- Auguste Rodin : eine Studie. Gewidmet Käthe Münzer. Strassburg 1903.
- Deutsche Maler : sechs Porträts. Strassburg 1903.
- Max Klinger. Gewidmet Herman Grimm. Hermann Seemann Nachf., Leipzig 1902.